# 2nd Screen Actors Guild Awards
2nd SAG Awards

24. februar 1996
Best Cast - Motion Picture:

Apollo 13
Best Cast - Drama Series:

ER
Best Cast - Comedy Series:

Friends
2nd Screen Actors Guild Awards foregik den 24. februar 1996 i Santa Monica Civic Auditorium, Los Angeles, USA.

## Vindere

### Film

#### Outstanding Leading Actor
Nicolas Cage – Leaving Las Vegas
- Anthony Hopkins – Nixon
- James Earl Jones – Cry, the Beloved Country
- Sean Penn – Dead Man Walking
- Massimo Troisi – The Postman (Il postino)

#### Outstanding Leading Actress
Susan Sarandon – Dead Man Walking
- Joan Allen – Nixon
- Elisabeth Shue – Leaving Las Vegas
- Meryl Streep – The Bridges of Madison County
- Emma Thompson – Sense and Sensibility

#### Outstanding Supporting Actor
Ed Harris – Apollo 13
- Kevin Bacon – Murder in the First
- Kenneth Branagh – Othello
- Don Cheadle – Devil in a Blue Dress
- Kevin Spacey – The Usual Suspects

#### Outstanding Supporting Actress
Kate Winslet – Sense and Sensibility 
- Stockard Channing – Smoke
- Anjelica Huston – The Crossing Guard
- Mira Sorvino – Mighty Aphrodite
- Mare Winningham – Georgia

#### Outstanding Cast
Apollo 13
Kevin Bacon
Tom Hanks
Ed Harris
Bill Paxton
Kathleen Quinlan
Gary Sinise
- Get Shorty
- How to Make an American Quilt
- Nixon
- Sense and Sensibility

### Fjernsyn

#### Outstanding Actor – Drama Series
Anthony Edwards – ER
- George Clooney, ER
- Dennis Franz, NYPD Blue
- Jimmy Smits, NYPD Blue
- David Duchovny, The X Files

#### Outstanding Actor – Comedy Series
David Hyde Pierce – Frasier 
- Kelsey Grammer, Frasier
- Paul Reiser, Mad About You
- Jason Alexander, Seinfeld
- Michael Richards, Seinfeld

#### Outstanding Actor – Miniseries or TV Film
Gary Sinise – Truman
- Tommy Lee Jones, The Good Old Boys
- James Garner, The Rockford Files: A Blessing in Disguise
- Alec Baldwin, A Streetcar Named Desire
- Laurence Fishburne, The Tuskegee Airmen

#### Outstanding Actress – Drama Series
Gillian Anderson – The X-Files
- Christine Lahti, Chicago Hope
- Jane Seymour, Dr. Quinn, Medicine Woman
- Kim Delaney, NYPD Blue
- Della Reese, Touched by an Angel

#### Outstanding Actress – Comedy Series
Christine Baranski – Cybill 
- Lisa Kudrow, Friends
- Helen Hunt, Mad About You
- Candice Bergen, Murphy Brown
- Julia Louis-Dreyfus, Seinfeld

#### Outstanding Actress – Miniseries or TV Film
Alfre Woodard – The Piano Lesson
- Sally Field, A Woman of Independent Means
- Sela Ward, Almost Golden: The Jessica Savitch Story
- Anjelica Huston, Buffalo Girls
- Glenn Close, Serving in Silence: The Margarethe Cammermeyer Story

#### Outstanding Cast – Drama Series
ER 
George Clooney
Anthony Edwards
Eriq La Salle
Julianna Margulies
Sherry Stringfield
Noah Wyle
- Chicago Hope
- NYPD Blue
- Law & Order
- Picket Fences

#### Outstanding Cast – Comedy Series
Friends 
Jennifer Aniston
Courteney Cox
Lisa Kudrow
Matt LeBlanc
Matthew Perry
David Schwimmer
- Cybill
- Frasier
- Mad About You
- Seinfeld

### Screen Actors Guild Life Achievement Award
- Screen Actors Guild Awards 41st Annual Life Achievement Award:
  - Robert Redford